# Homens da Luta
Homens da Luta (Homes De Lluita) és un grup de música d'arrel tradicional portuguesa, extret d'un programa de televisió.
Inspirat en l'univers musical de la Revolució dels Clavells de 1974, estan capitanejats per Neto y Falâncio (Los hermanos Nuno "Jel" y Vasco Duarte). El grup va néixer fa cinc anys com una part del programa d'humor Vai tudo abaixo!, emès en el canal SIC Radical, com a paròdia de cantautors. Poc després recorrerien les ciutats i els pobles de Portugal per escampar la seva música i gravar sketxs humorístics.
Actualment col·laboren amb la radio Antena 3 (RTP).
En 2011 Homens da Luta va guanyar en el Festival RTP da Canção, i es va convertir en la representació de Portugal en el Festival d'Eurovisió amb "A luta é alegria" (La Lluita És Alegria), inspirada en la tradició del cant col·lectiu que va estar de moda en els anys 1970.

## Discografia
2010: A cantiga é uma arma